# Lophoceramica simplicifacta
Lophoceramica simplicifacta är en fjärilsart som beskrevs av Dyar 1918. Lophoceramica simplicifacta ingår i släktet Lophoceramica och familjen nattflyn. Inga underarter finns listade i Catalogue of Life.